# Heugabel

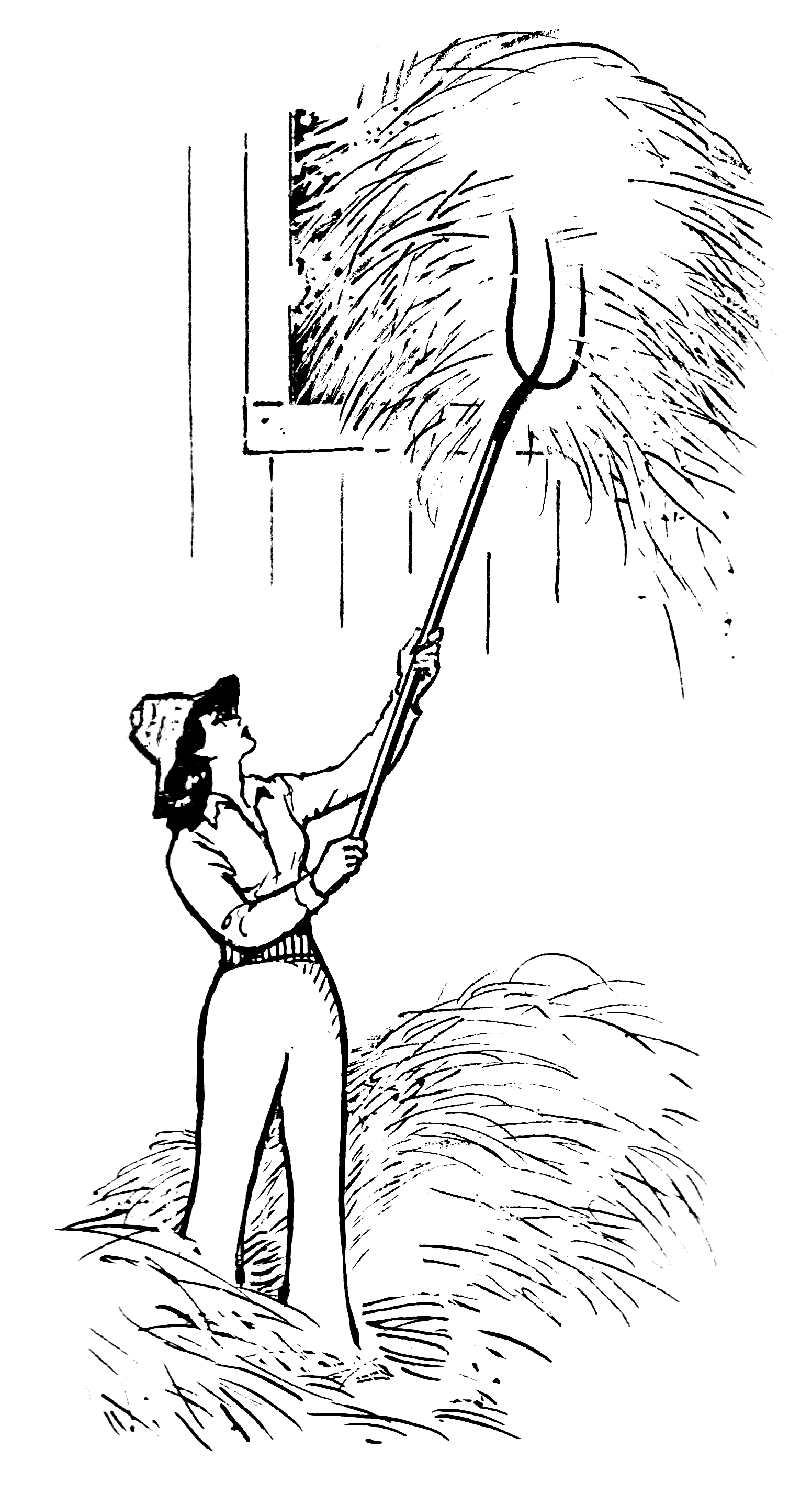
Heugabel im Einsatz

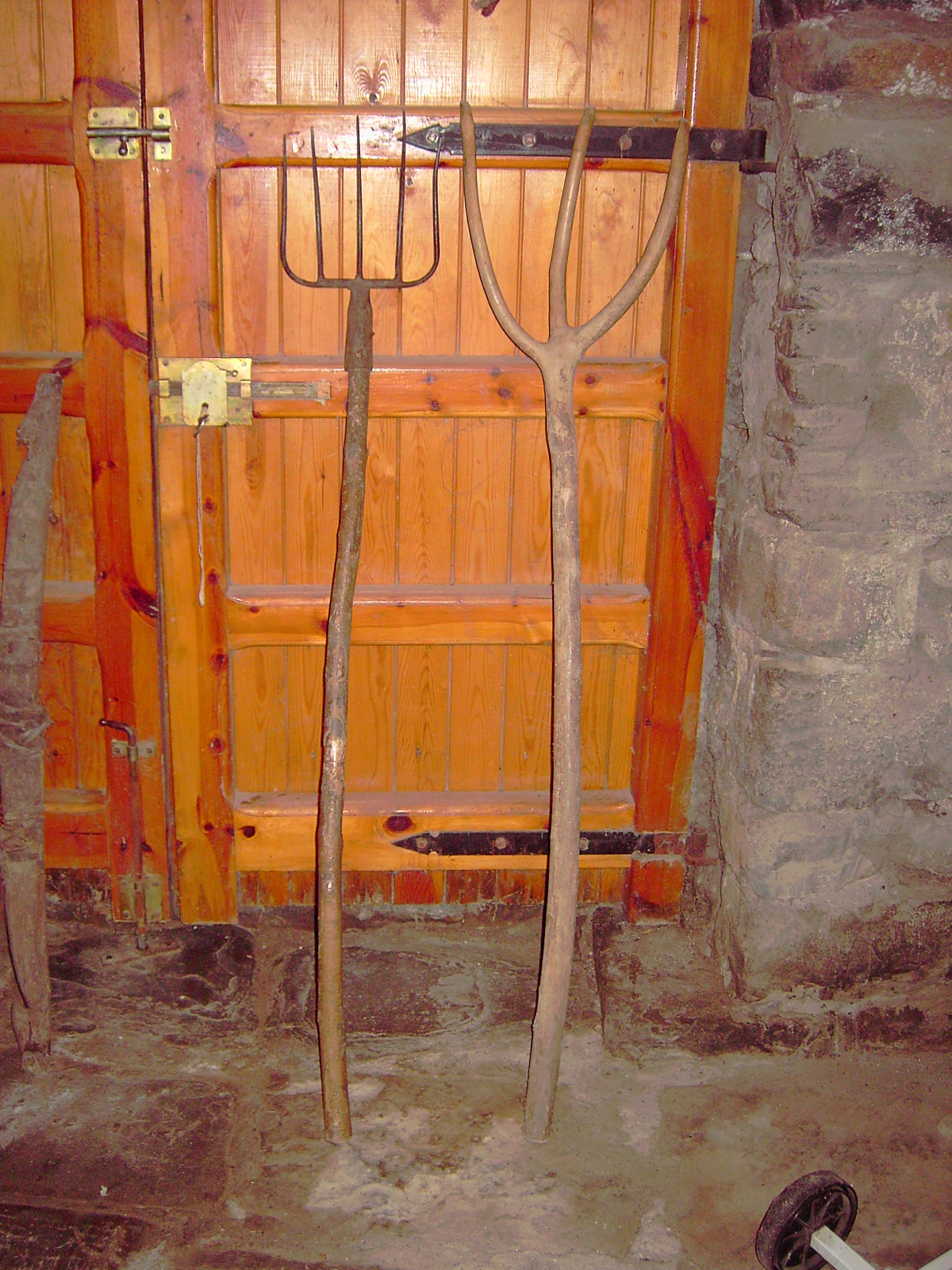
Eine historische Heugabel komplett aus Holz (rechts), wie sie auch noch zu Beginn des letzten Jahrhunderts gebräuchlich waren. Das linke Werkzeug ist eine Mistgabel.

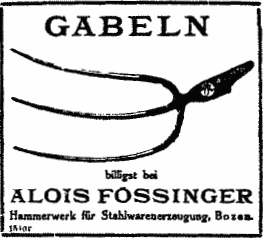
Verkaufswerbung aus Bozen, 1923

Eine Heugabel, oder auch Heuforke ist ein gabelförmiges, etwa 170 cm bis 300 cm langes Werkzeug, das benutzt wird, um Heu zu transportieren oder auf- bzw. abzuladen. Im Stall kommt die Heugabel für halmiges Futtermittel zum Einsatz.

## Beschaffenheit
Eine Heugabel hat zwei bis vier Zinken, die für lange Halme ausreichend sind, wenn man die Halme so aufgabelt, dass sie nicht herunterfallen. Die Zinken sind meist stärker gebogen. Heugabeln haben zudem einen langen Stiel, der etwas geschwungen ist. Die Form eignet sich insbesondere für den schwungvollen Einsatz.
Im Gegensatz dazu haben Mistgabeln, die vor allem auf Hebekraft ausgelegt sind, vier oder fünf Zinken und einen kürzeren, etwas dickeren Stiel, der auch schwere Lasten lange heben lässt. Stiel und Zinken der Mistgabel sind weniger geschwungen. Im Unterschied zur Grabegabel haben Heugabeln niemals einen Griff am oberen Stielende.

## Verwendung der Heugabel

### In der Landwirtschaft
Die Heugabel ist auch heute noch in allen landwirtschaftlichen Betrieben regelmäßig in Gebrauch, wird aber nicht mehr so oft eingesetzt, wie das vor der Erfindung landwirtschaftlicher Maschinen notwendig war. Früher, als die Gabeln noch individuell aus Holz gefertigt wurden und über viele Wochen täglich ununterbrochen benutzt werden mussten, war eine gute Gabel aus elastischem Holz und mit einem ergonomisch gut geformten Stiel viel wert, weil der Arbeiter damit Energie sparen konnte. Die zweizinkige Version ist besonders praktisch beim Verladen von gepressten Heuballen und wird parallel zu den Halmen in die Strohballen gestochen. Die beiden Seiten des Ballens oder der untere Teil der Garbe, an denen das möglich ist, werden auch als „Hintern“ bezeichnet. Die Stechrichtung senkrecht zu den Halmen ist bei Garben kraftaufwändiger und bei Ballen oft nur schwer möglich. Die zweizinkige Gabel ist zudem leicht. Vier- oder mehrzinkige Gabeln sind bei der Arbeit mit Heu, Stroh oder Futter hinderlich, da die zum Einstechen benötigte kinetische Energie größer ist und der Gabelkopf mehr wiegt.
Die dreizinkige Version eignet sich besonders gut im Stall zum Verteilen von Futter, da die Halme hier oft schon etwas kürzer sind oder im Schwung zielgenauer verteilt werden müssen. Die Gabel kann während des Wurfes leicht gedreht werden und gibt diese Drehung an das Heu weiter. Diese Gabeln kommen häufig mit dem Beton- oder Steinboden in Kontakt und sind durch die Arbeitstätigkeit an den Enden der Zinken oft rasiermesserscharf zugeschliffen. Auch Holzgabeln können sehr scharf werden. Das macht die Arbeit in der Gruppe gefährlich, weshalb es im bäuerlichen Deutschland einige Regeln gab, wer wann als erstes werfen darf. Diese Regeln waren regional verschieden. Im bäuerlichen Thüringen wurde z. B. vor der Arbeit eine Reihenfolge unter den Erntearbeitern ausgemacht, um Arbeitsunfälle zu verhindern. Die Lehrlinge standen an letzter Stelle und mussten mit dem Wurf warten, bis kein anderer gerade werfen will. Die Vorarbeiter hingegen konnten den Schwung ohne Rücksicht auf die anderen voll ausnutzen und waren deshalb effektiver bei der Arbeit, aber auch länger belastbar. Auch Regeln, dass rechts vor links und unten vor oben wirft (Scheune, Strohmiete), waren verbreitet.
Die Arbeit mit der Heugabel erfordert viel Geschick, da sich durch ein rationales und dynamisches Zusammenspiel von Körperbewegung und Gabel sehr viel Kraft sparen lässt, was insbesondere bei tagelanger Arbeit wichtig ist. Der Sitz der beiden Hände am Gabelstil will optimal ausgesucht sein. Je nach Arbeiter gab es unterschiedliche Vorstellungen darüber, wie die Gabel zu halten sei. Bei Arbeiten mit der Dreizinkgabel am Boden sollte die linke Hand enger am Körper bleiben, wobei die rechte Hand freier geführt und wie ein Hebel verwendet wird (Rechtshänder). Für den Wurf von Ballen gibt es unterschiedliche Techniken, die sich erheblich in ihrer Effizienz unterscheiden. Allgemein gilt, dass ungeübte Arbeiter viel schneller ermüden und weniger weit werfen können.
Ähnlich wie beim Essbesteck werden die Gabeln im bäuerlichen Umfeld oft streng getrennt für Futter und Mist verwendet, d. h. die Heugabel kommt ausschließlich für Futter zum Einsatz. Für andere Zwecke wird eine andere Gabel geholt. Die helle Farbe der hölzernen Heugabel galt als Zeichen für einen sorgsamen Bauern, der die Gabel nie zweckentfremdet verwendet hat. Eine hölzerne Mistgabel nimmt während der ersten Verwendung eine dunkle Farbe an (Gerbstoffe), die lange im Holz verbleibt. Hölzerne Heugabeln wurden vor Regenwasser geschützt und mit dem Kopf in einem Sack oder Tuch transportiert. Bei Metallgabeln ist dies nicht mehr notwendig.
Die Heugabel kann weiterhin für den Wurf von allen Futtermitteln verwendet werden, die langhalmig genug sind, dass sie nicht zwischen den Zinken hindurch rutschen. Bei der Verwendung im Silo halten kleinkörnigere Futtermittel oft durch ihre eigene Dichte zusammen. Außerdem eignet sich die Gabel hervorragend zum Werfen von Futterrüben über größere Distanzen oder auf Anhöhen, wobei die Rüben leicht angestochen und über den Kopf hinweg beschleunigt werden.

### Als Waffe
Gabeln wurden beispielsweise in den Bauernkriegen auch als Waffen benutzt.
Auch in Filmen werden sie als Waffe gezeigt, etwa von aufständischen Bauern und Dorfbewohnern – dann oft in Kombination mit Fackeln und anderen Bauernwaffen.

## Bildergalerie

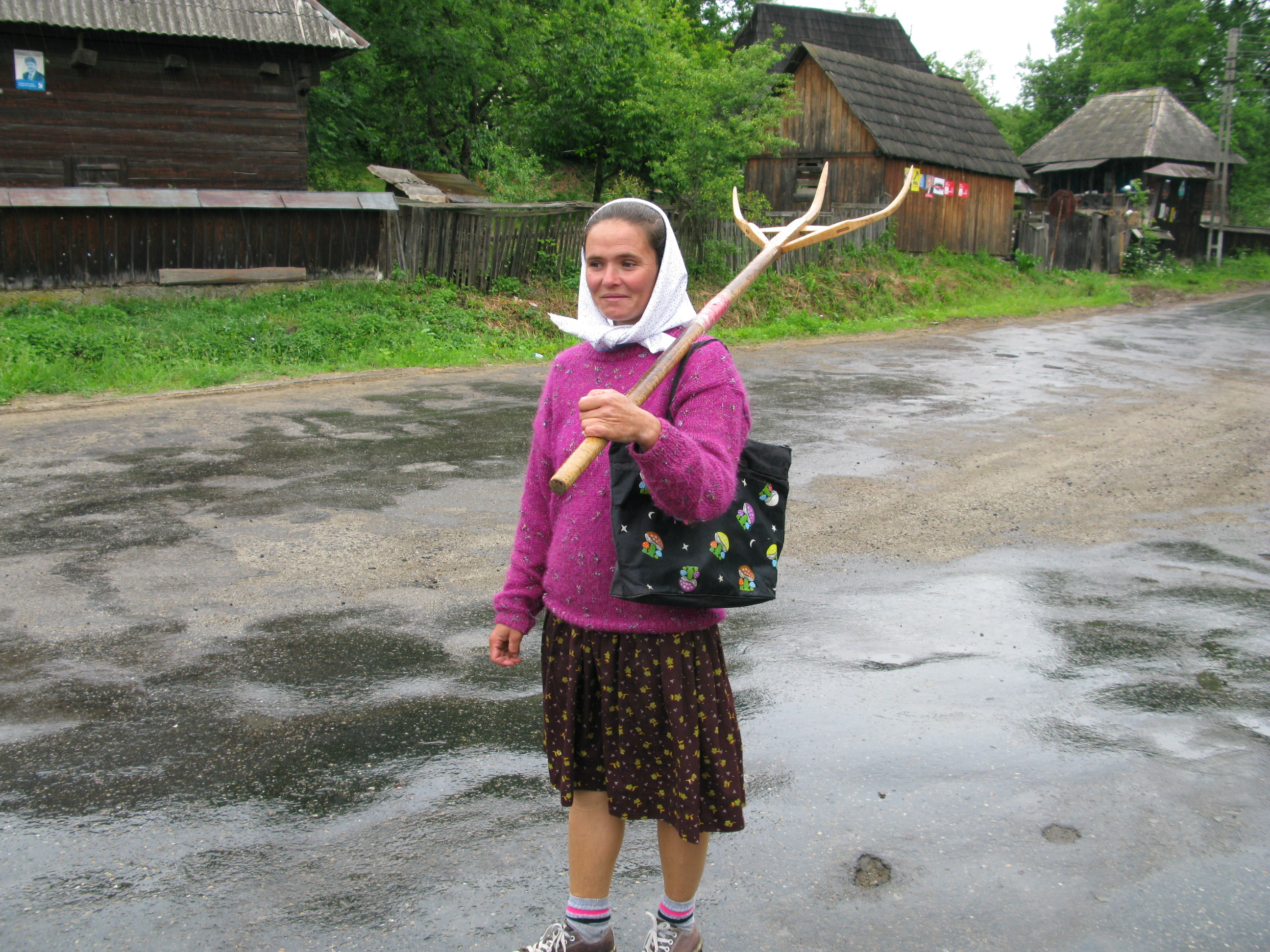
Bäuerin in Rumänien 2009
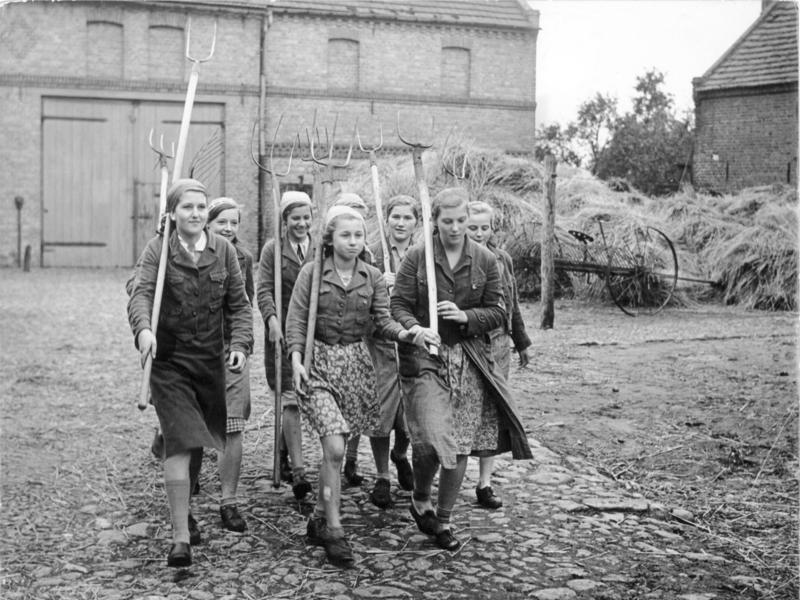
Erntehelferin des Bund Deutscher Mädel 1939
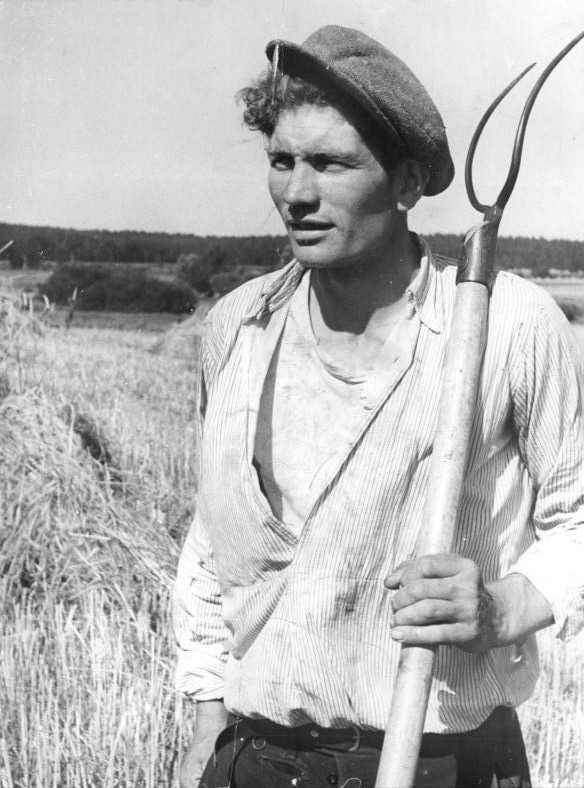
Neubauer in der DDR 1955
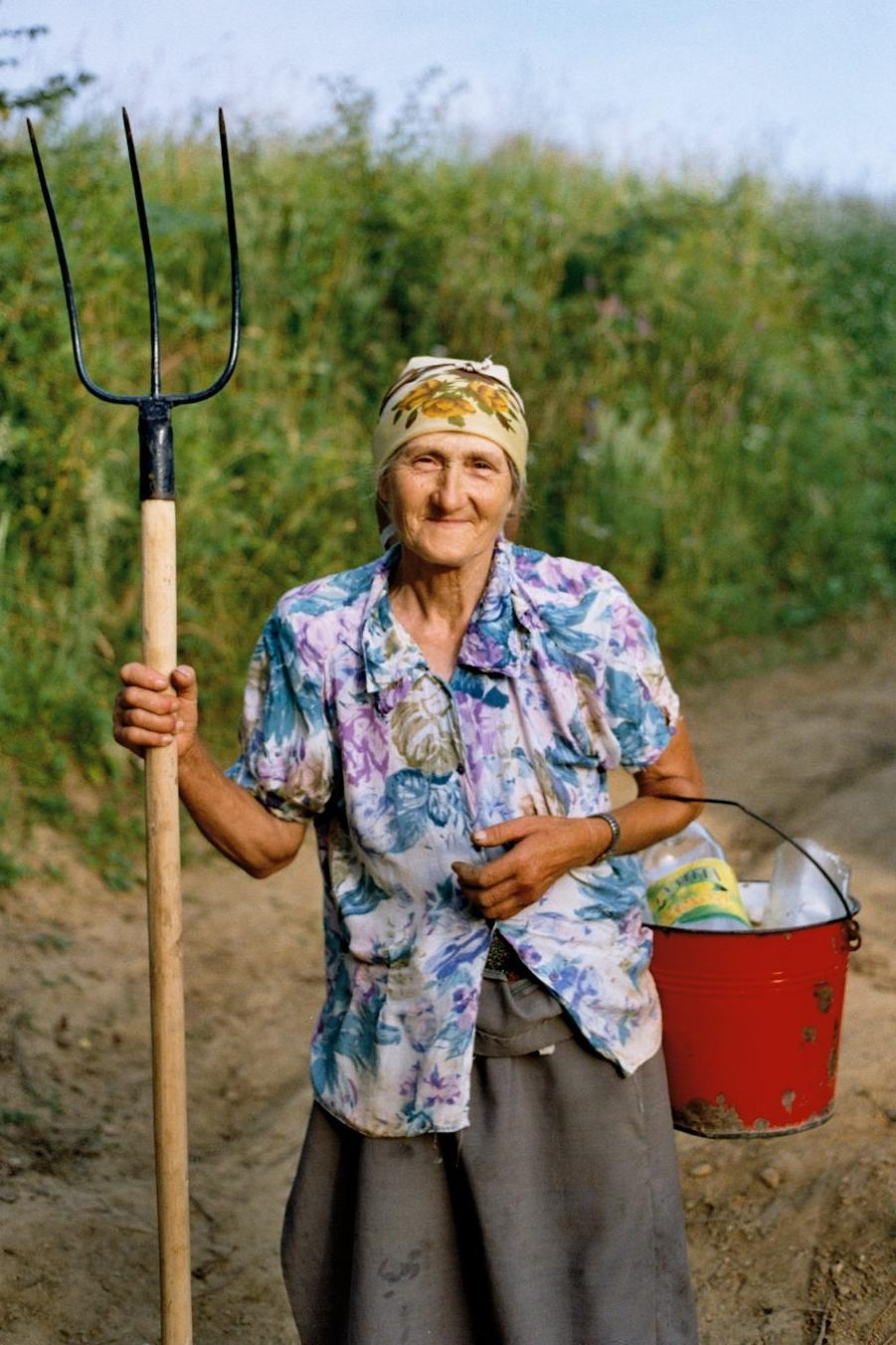
Osteuropäische Bäuerin 2009
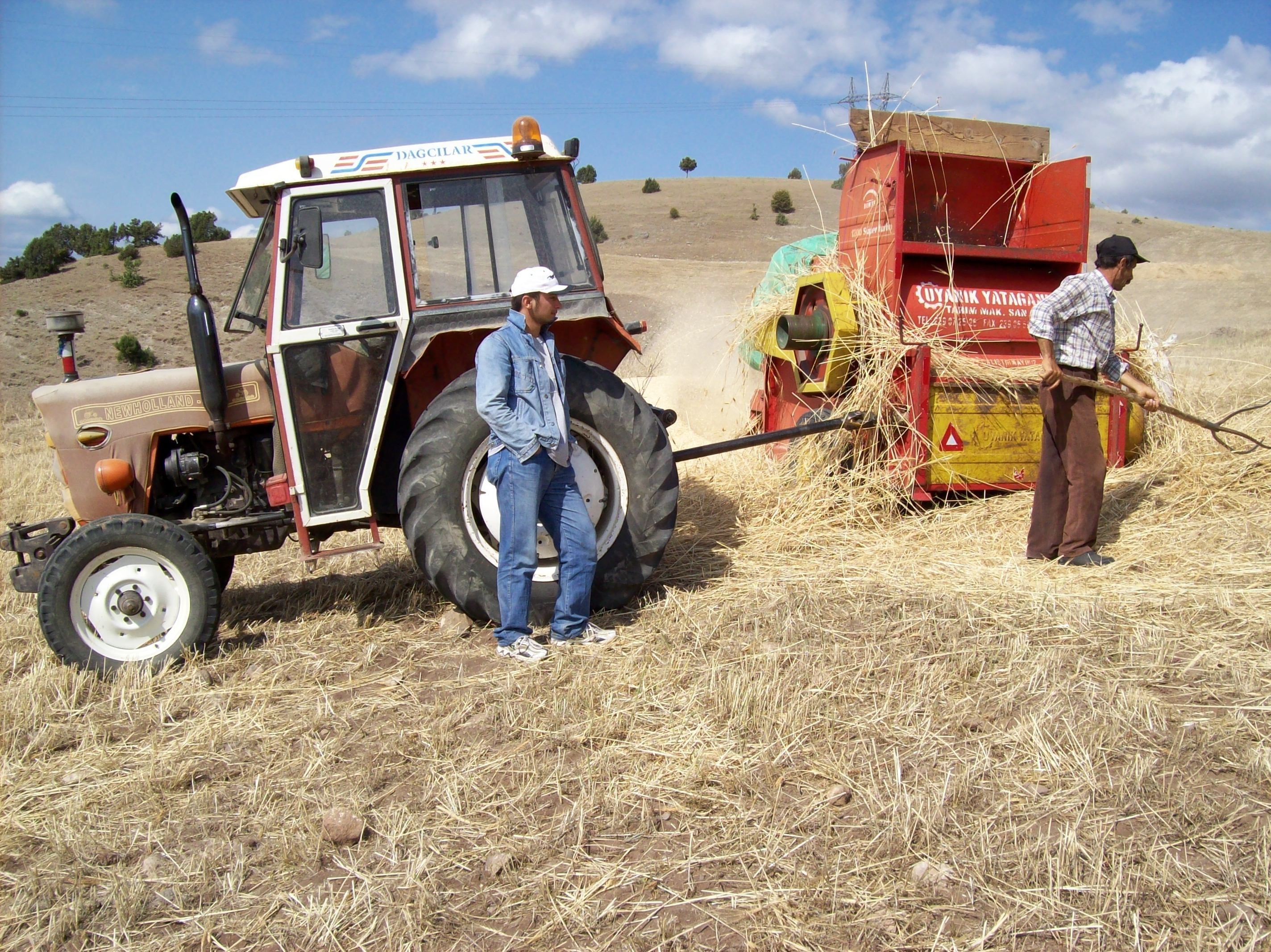
Türkischer Bauer an der Dreschmaschine 2010

## Herstellung
Früher waren alle Gabeln ganz aus Holz gefertigt. Heute bestehen Heugabeln aus einem Holzstiel und dem aus Stahl gefertigten Gabelkopf mit gezogenen und geschmiedeten Zinken, oft aus hochwertigem Material und im Zinkenansatz mit einem Rauten-Profil. Die Gabel ist im Norddeutschen Raum mittels einer Federzwinge oder im Mitteldeutschen Raum mittels einer angeschmiedeten Tülle und Nagel oder Schraube am Stiel befestigt. Die Federzwinge ist ein separates zweiteiliges Bauteil aus Blech, welches aus Mantel und Kappe besteht. Sie umschließt den Holzstiel am Ende komplett und ist mit zwei Nägeln im Holz befestigt. Die Gabel ist dann mittels eines Dornes von unten in die Federzwinge stramm eingetrieben. Anders als Mistgabeln haben Heugabeln einen dünneren stärker geschwungenen Stiel, welcher vorzugsweise aus biegsamen Hölzern wie Esche gefertigt wurde. Holzgabeln nutzen sich schnell ab und brechen leichter.